# Centropus spilopterus
Cucal-das-kai (Centropus spilopterus) é uma espécie de cucos da família Cuculidae.
É endémica da Indonésia.